# Park Narodowy Golestan
Park Narodowy Golestan – park narodowy w północno-wschodnim Iranie, najstarszy park narodowy w tym kraju. Obejmuje on bardzo dużą różnorodność siedlisk górskich i wyżynnych: od wilgotnych lasów po półpustynie.

## Historia
Park Narodowy Golestan jest najstarszym parkiem narodowym w Iranie. Pierwsze formy ochrony przyrody, na których polowania były zakazane, powstały w 1957 r. i nazywały się „Almeh” oraz „Yashki”. W 1976 połączono je i utworzono Park Narodowy Golestan (pierwotnie nazywany Parkiem Moḥammad-Reżā Šāh’a) o powierzchni 91890 ha. W tym samym roku park stał się rezerwatem biosfery UNESCO MaB.
W 2019 roku fragmenty parku narodowego zostały wpisane na listę światowego dziedzictwa UNESCO jako jedne z obszarów występowania tzw. lasów hyrkańskich.

## Położenie
Park jest położony na obszarze trzech ostanów (prowincji) w północno-wschodnim Iranie: Golestan (największa część), Chorasan Północny oraz Semnan (niewielki fragment). Leży on we wschodniej części gór Elburs i obejmuje zalesione góry i doliny w zachodniej i środkowej części parku oraz suche, płaskie lub górzyste stepy w jego wschodniej i północnej części. Park jest podzielony równoleżnikowo przez, będącą dopływem Gorganrud, rzekę Madar Su, która dzieli go na część północną i południową.

## Środowisko abiotyczne
Położenie Parku, obejmujące północno-zachodnie stoki gór Elburs o urozmaiconej rzeźbie oraz płaskie lub górzyste wyżyny leżące za nimi, skutkuje dużymi różnicami wysokości, temperatury powietrza i opadów w różnych jego częściach. Najniżej położony punkt leży na ok. 400 m n.p.m. zaś najwyższy jest szczyt Devorakji (2411 m n.p.m.). Najniższe średnie opady wynoszą ok. 150 mm na półpustyniach, najwyższe zaś – ok. 1000 mm na górskich stokach. Tak duża ilość opadów na tym obszarze, kontrastująca z dużo bardziej suchymi terenami dookoła, wynika ze skraplania się na barierze terenowej wilgoci niesionej przez zachodnie wiatry znad Morza Kaspijskiego. Takie zróżnicowanie ukształtowania powierzchni i klimatu tworzy w parku dużą różnorodność siedlisk dla bardzo różnych roślin i zwierząt.

## Fauna i flora
Obszar parku charakteryzuje się bardzo dużą różnorodnością siedlisk oraz gatunków fauny i flory. Dominującymi, głównymi rodzajami siedlisk są: las deszczowy klimatu umiarkowanego (las hyrkański m.in. z dębem kasztanolistnym, paprocją, grabem i brzostownicą), zarośla, a także stepy (m.in. z Artemisia spp., Astragalus spp., Acantholimon spp.).
Zaobserwowano 150 gatunków ptaków, 54 gatunki gadów i płazów, 8 gatunków dużych drapieżników, takich jak lampart (Panthera pardus) i niedźwiedź brunatny (Ursus arctos).
Oprócz nich w parku występują również: królik, orzeł przedni, wilk, lis, żbik, soból, dzik, gazela, jeleń, dzika koza, dzika owca, kuna leśna. Puszcza Golestan jest ostatnim miejscem w Iranie gdzie do lat 60. XX w. można było spotkać tygrysy kaspijskie.
Ewenementem parku jest duża populacja dzików, które w ogóle nie boją się ludzi, a czasem nawet dają się karmić z ręki turystów.
Opisano 1366 gatunków roślin, z których 30 to gatunki endemiczne. Do ważniejszych należą: figa, morwa, dzika grusza, orzech włoski, malina, berberys.

## Działalność człowieka
Na terenie parku i w jego bezpośrednim sąsiedztwie żyje ok. 26000 ludzi różnych narodowości: Turkmenów, Persów i Kurdów. Zajmują się oni przede wszystkim rolnictwem, produkcją jedwabiu oraz turystyką.